# جيمس غاردنر
جيمس غاردنر (بالإنجليزية: James Gardner)‏ هو موسيقي بريطاني، ولد في 1962 في ليفربول في المملكة المتحدة.